# Apaidia lucasi
Apaidia lucasi är en fjärilsart som beskrevs av Legrand 1938. Apaidia lucasi ingår i släktet Apaidia och familjen björnspinnare. Inga underarter finns listade i Catalogue of Life.